# هايكه هنادا
هايكه هنادا (بالألمانية: Heike Hanada)‏ هي أستاذة جامعية ومهندسة معمارية ألمانية، ولدت في 1964 في هويا في ألمانيا.